# Theretra
Theretra is een geslacht van vlinders uit de onderfamilie Macroglossinae van de familie pijlstaarten (Sphingidae).

## Soorten
- Theretra radiosa (Rothschild & Jordan, 1916)
- Theretra alecto (Linnaeus, 1758)
- Theretra boisduvalii (Bugnion, 1839)
- Theretra cajus (Cramer, 1777)
- Theretra capensis (Linnaeus, 1764)
- Theretra castanea (Moore, 1872)
- Theretra clotho (Drury, 1773)
- Theretra gnoma (Fabricius, 1775)
- Theretra griseomarginata (Hampson, 1898)
- Theretra incarnata Rothschild & Jordan, 1903
- Theretra indistincta (Butler, 1877)
- Theretra inornata (Walker, 1865)
- Theretra insignis (Butler, 1882)
- Theretra insularis (Swinhoe, 1892)
- Theretra japonica (Boisduval, 1869)
- Theretra jugurtha (Boisduval, 1875)
- Theretra latreillii (WS Macleay, 1826)
- Theretra lycetus (Cramer, 1775)
- Theretra manilae Clark, 1922
- Theretra mansoni Clark, 1924
- Theretra margarita (Kirby, 1877)
- Theretra molops Jordan, 1926
- Theretra monteironis (Butler, 1882)
- Theretra muricolor Jordan, 1926
- Theretra natashae Cadiou, 1995
- Theretra nessus (Drury, 1773)
- Theretra oldenlandiae (Fabricius, 1775)
- Theretra orpheus (Herrich-Schaffer, 1854)
- Theretra pallicosta (Walker, 1856)
- Theretra perkeo Rothschild & Jordan, 1903
- Theretra polistratus Rothschild, 1904
- Theretra queenslandi (Lucas, 1891)
- Theretra radiosa Rothschild & Jordan, 1916
- Theretra rhesus (Boisduval, 1875)
- Theretra silhetensis (Walker, 1856)
- Theretra suffusa (Walker, 1856)
- Theretra sugii Cadiou, 1995
- Theretra tabubilensis Lachlan, 2009
- Theretra tessmanni Gehlen, 1927
- Theretra tryoni (Miskin, 1891)
- Theretra turneri (Lucas, 1891)
- Theretra viridis Basquin, 1992

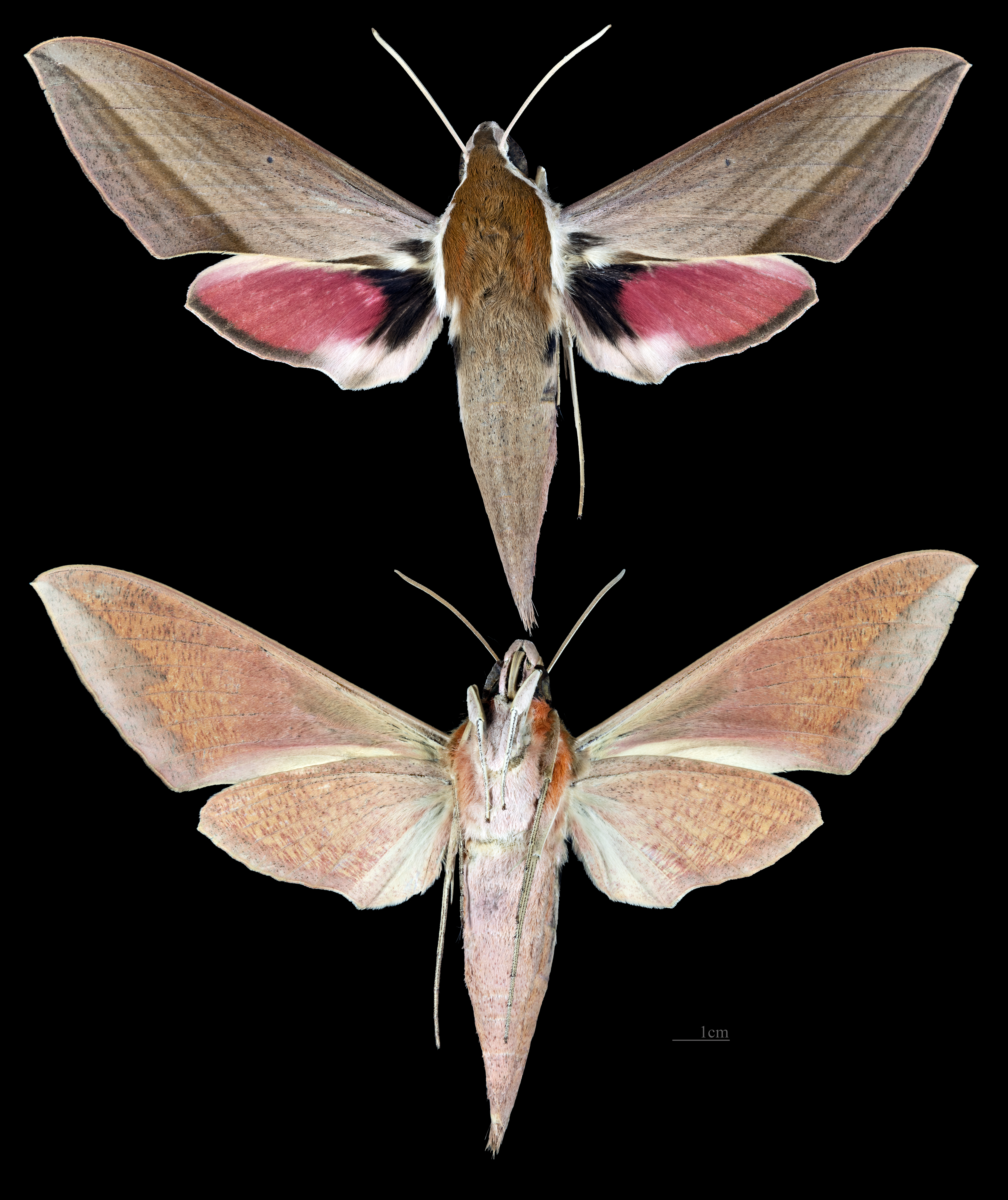
Theretra alecto
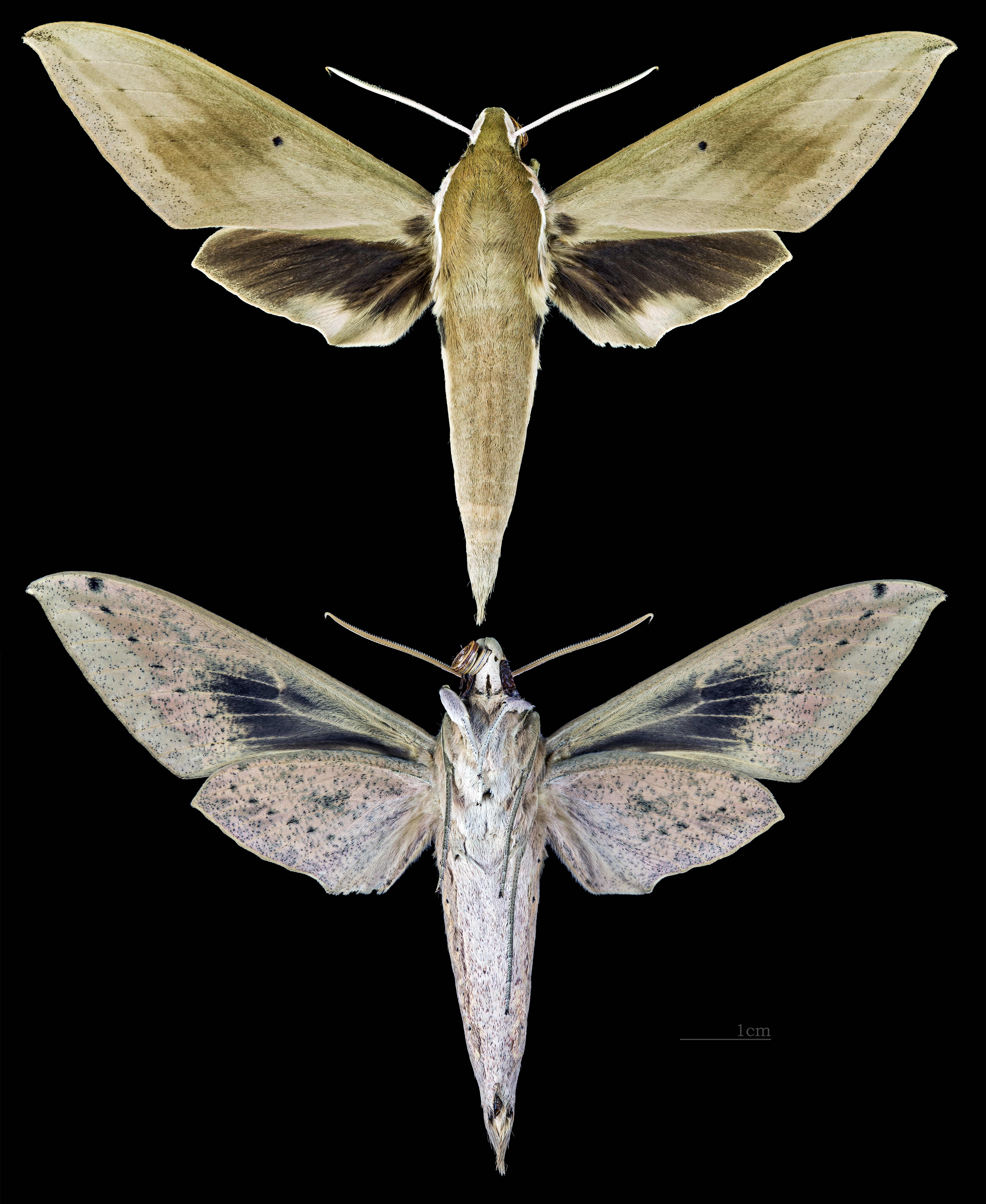
Theretra boisduvalii
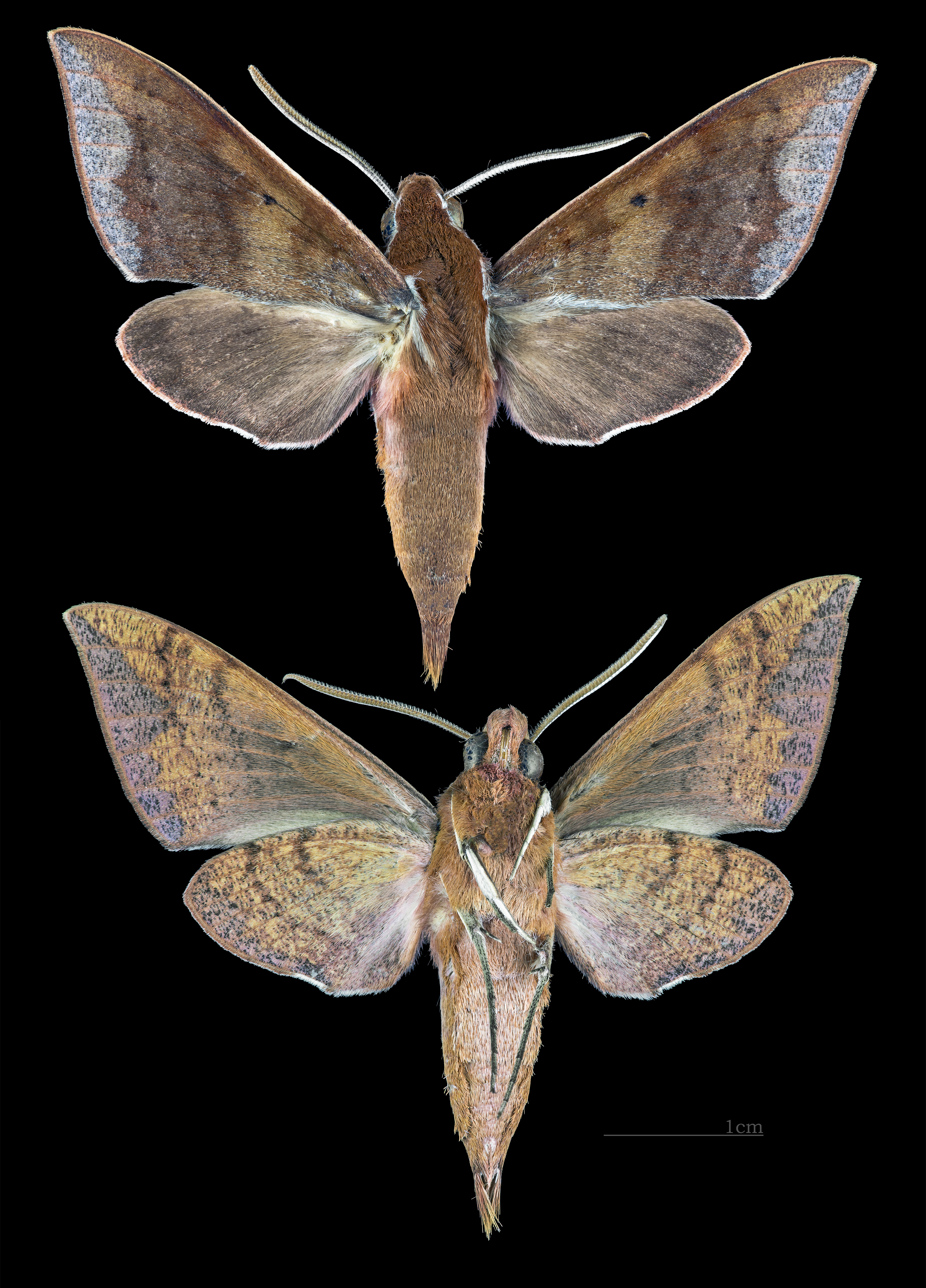
Theretra castanea
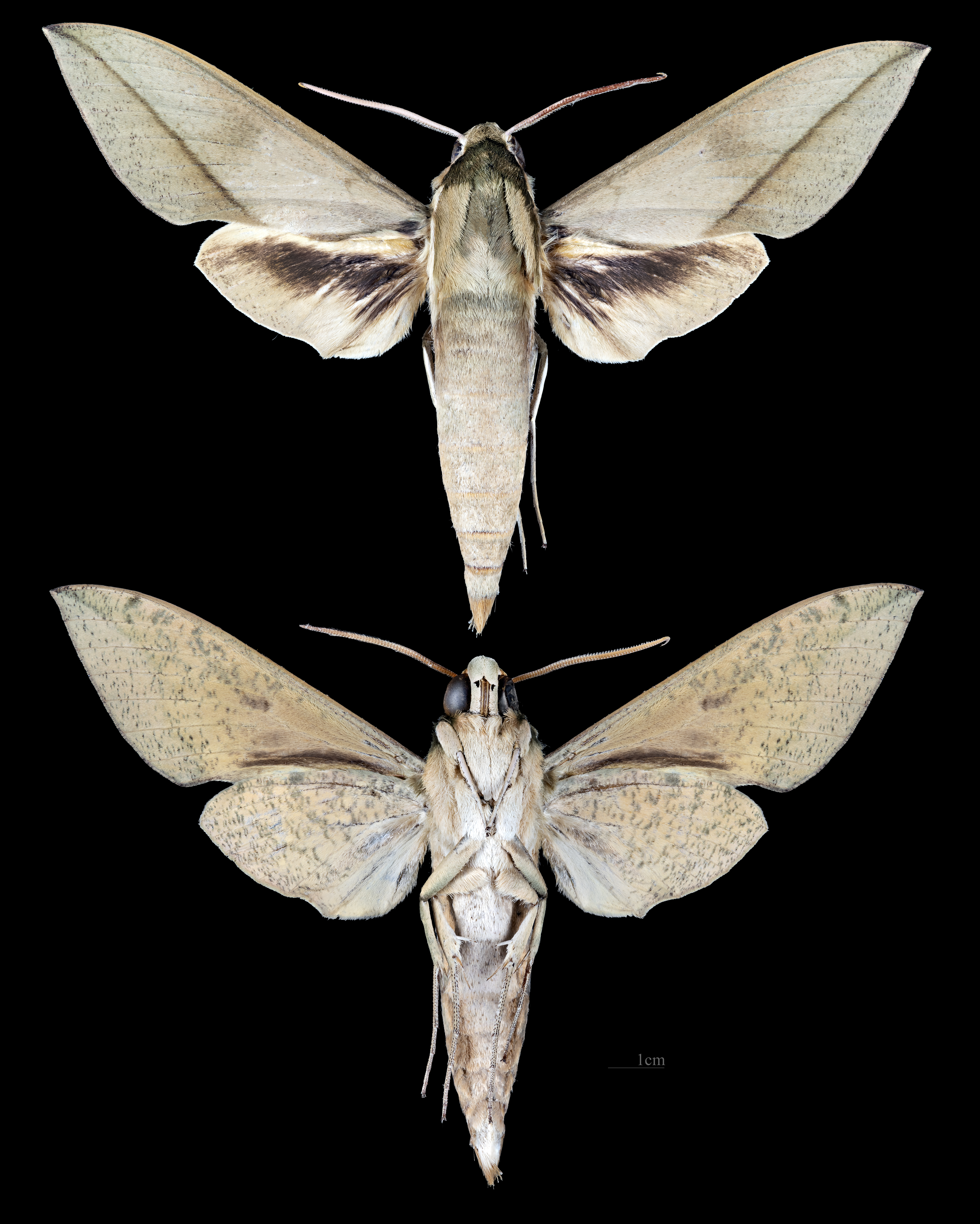
Theretra celata
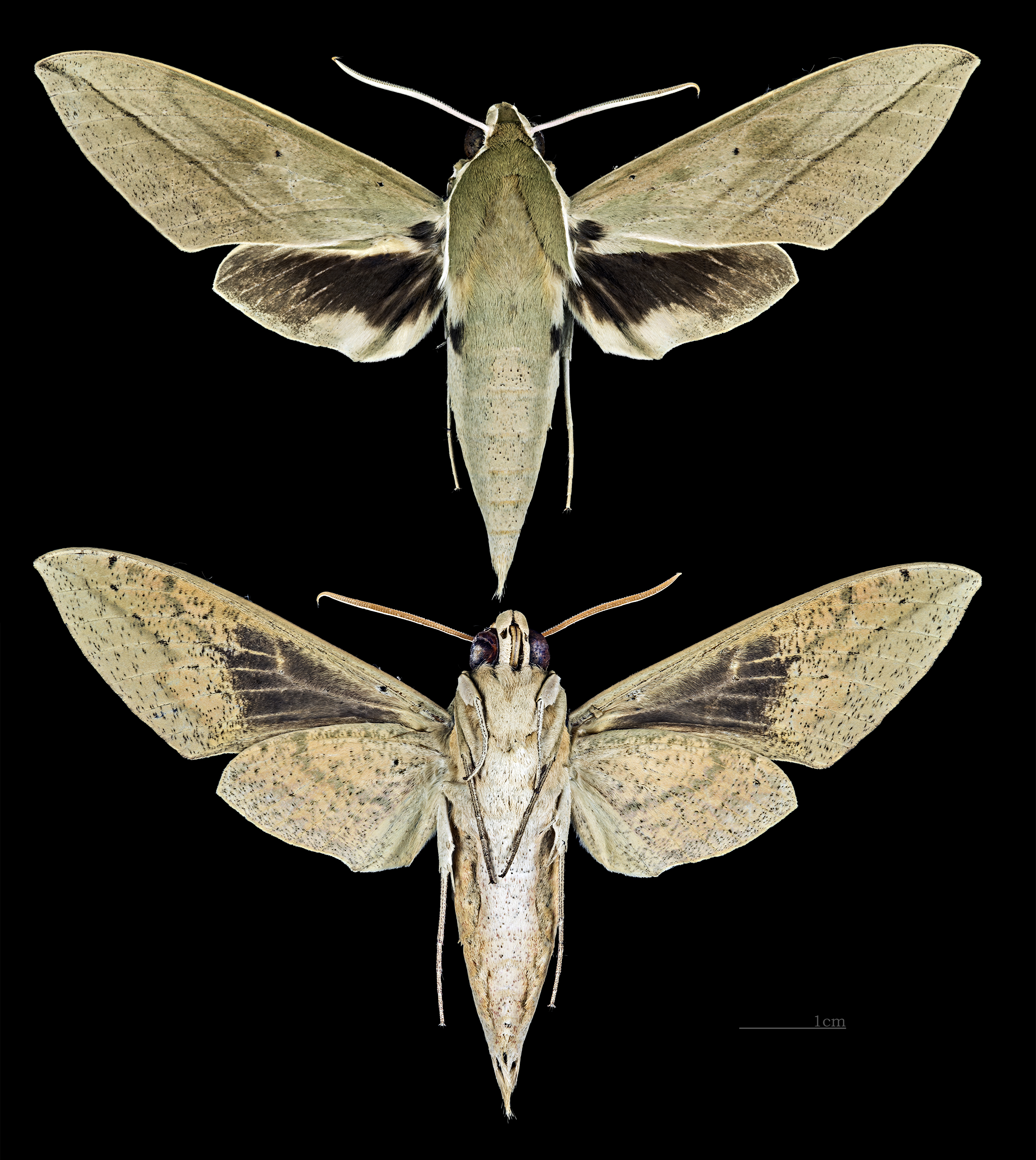
Theretra clotho
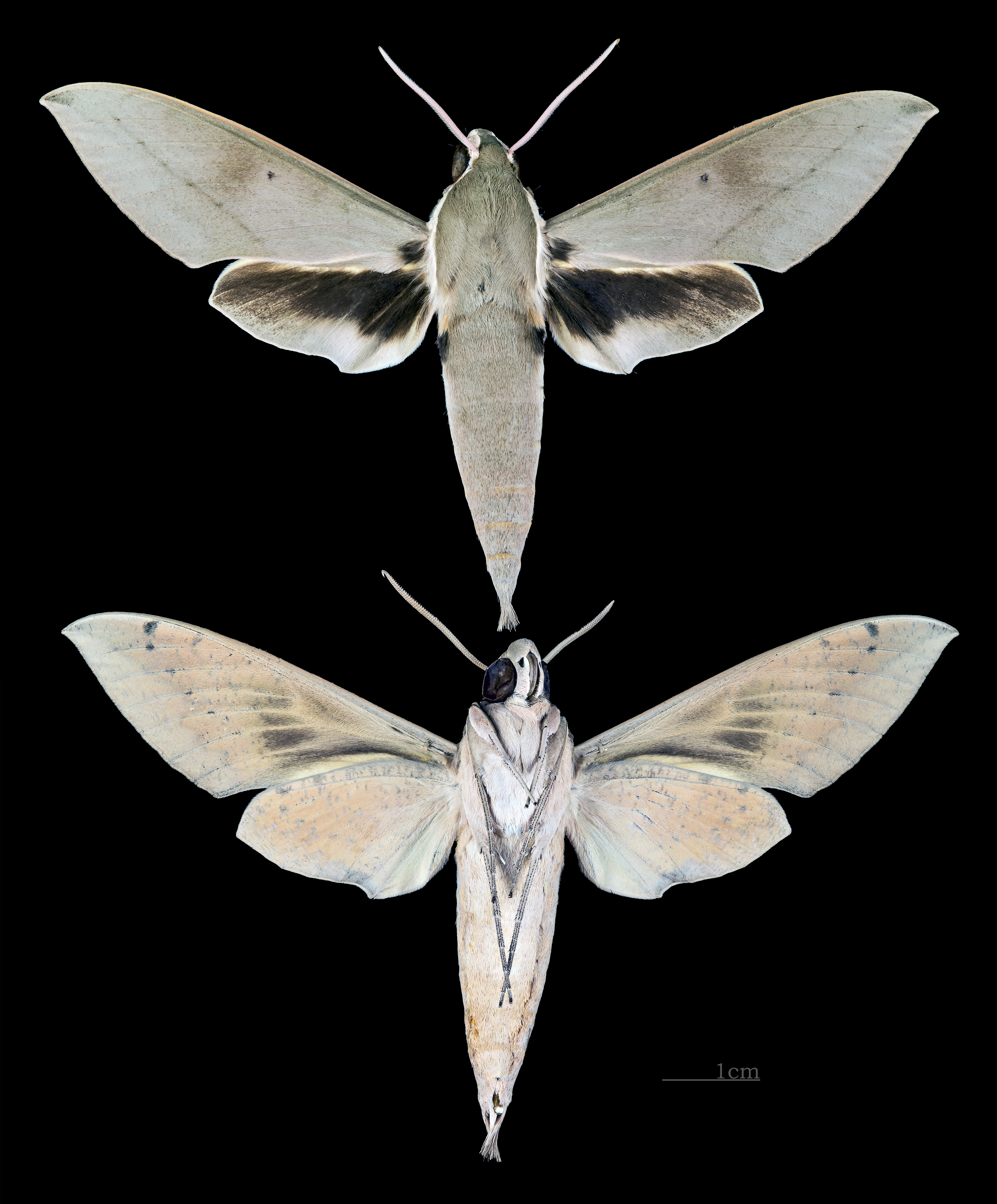
Theretra gnoma
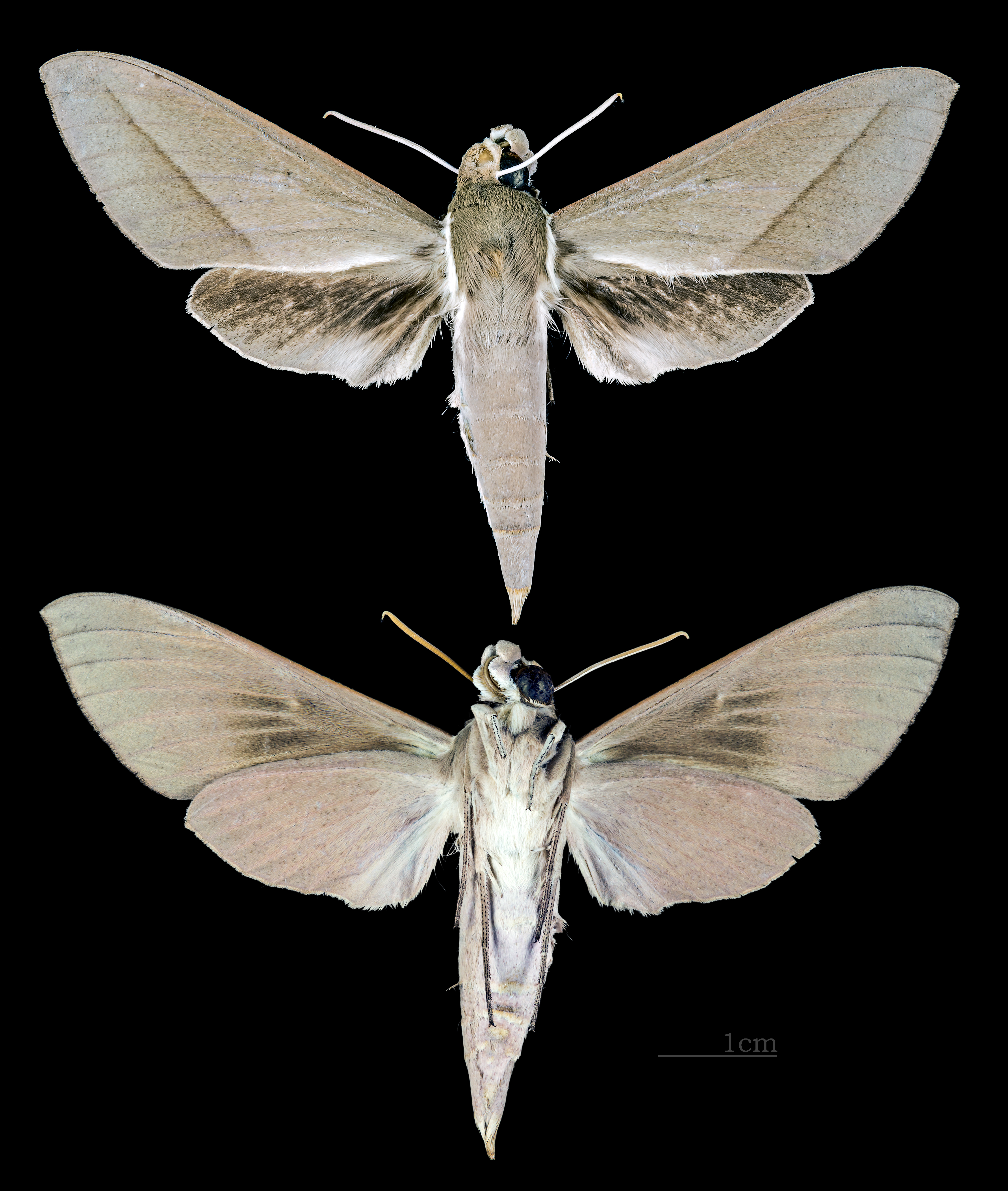
Theretra incarnata
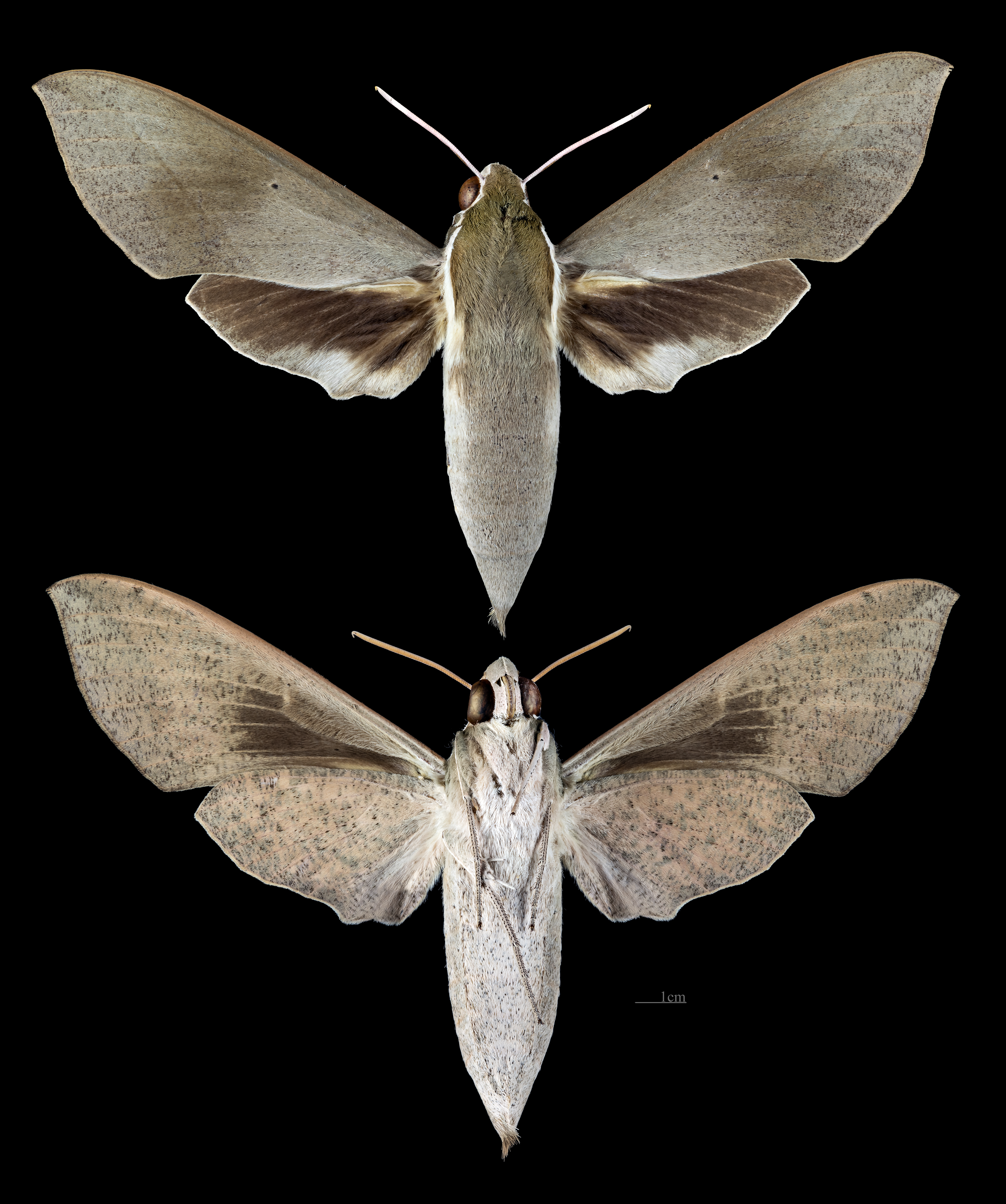
Theretra indistincta
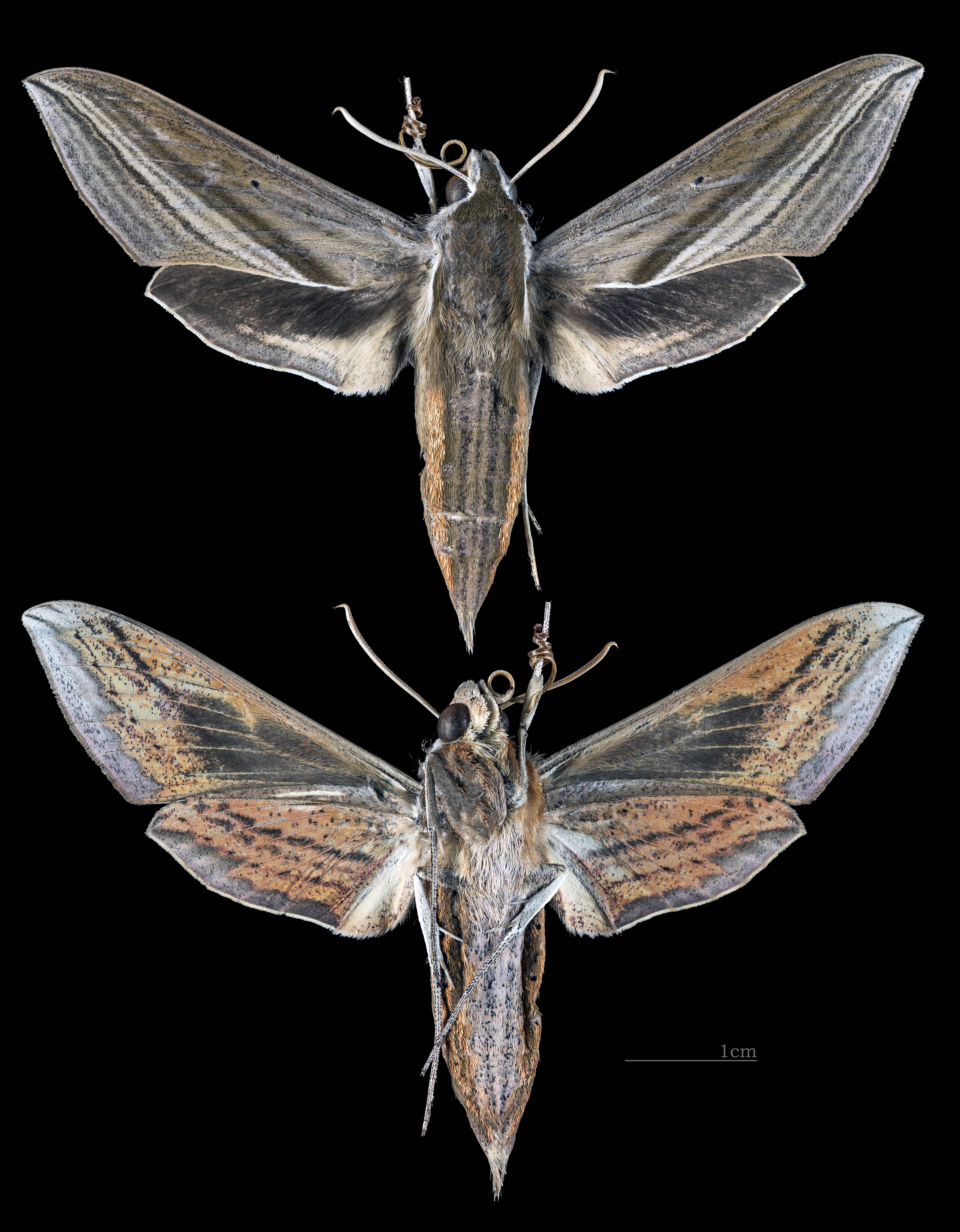
Theretra japonica
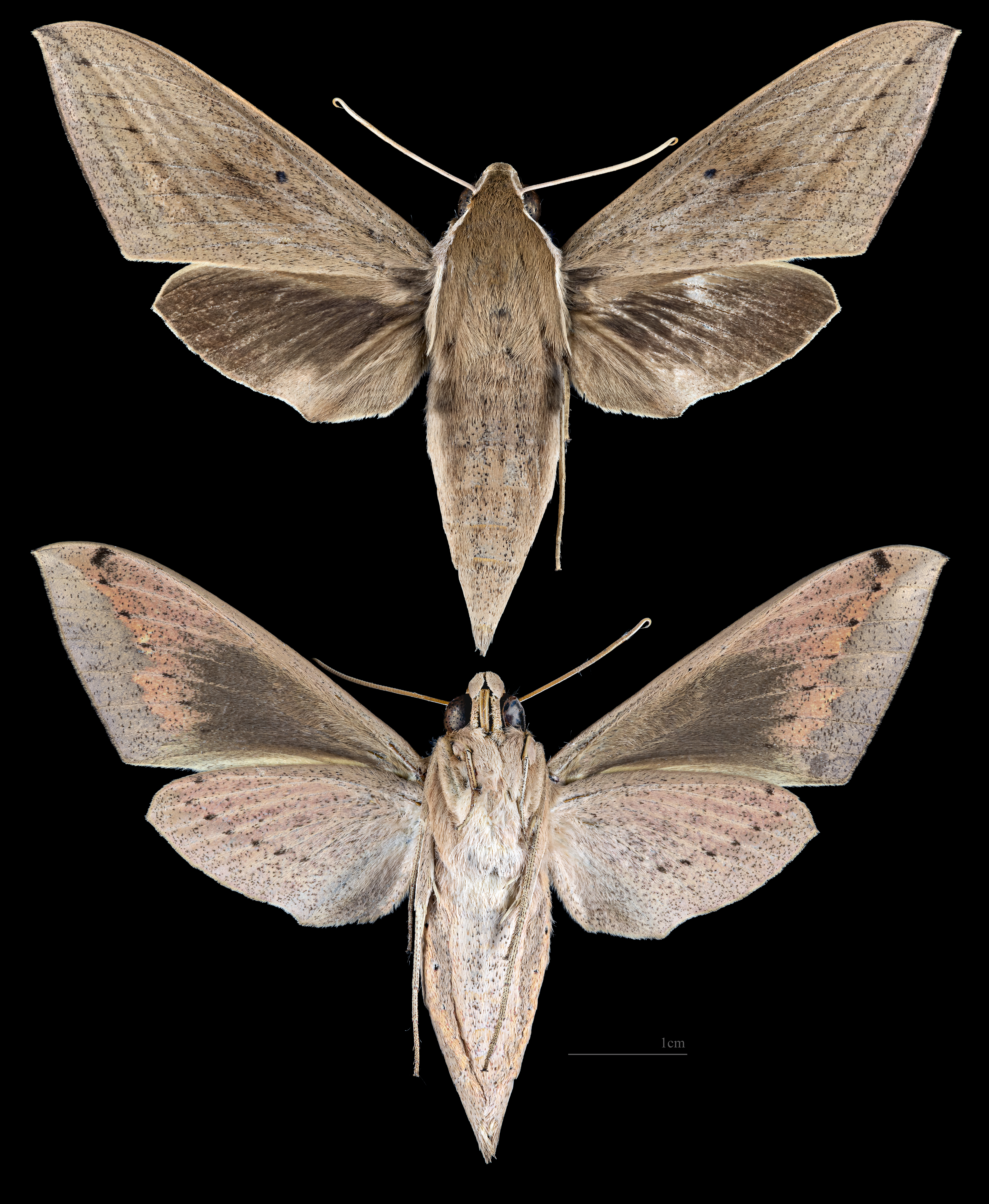
Theretra latreillii
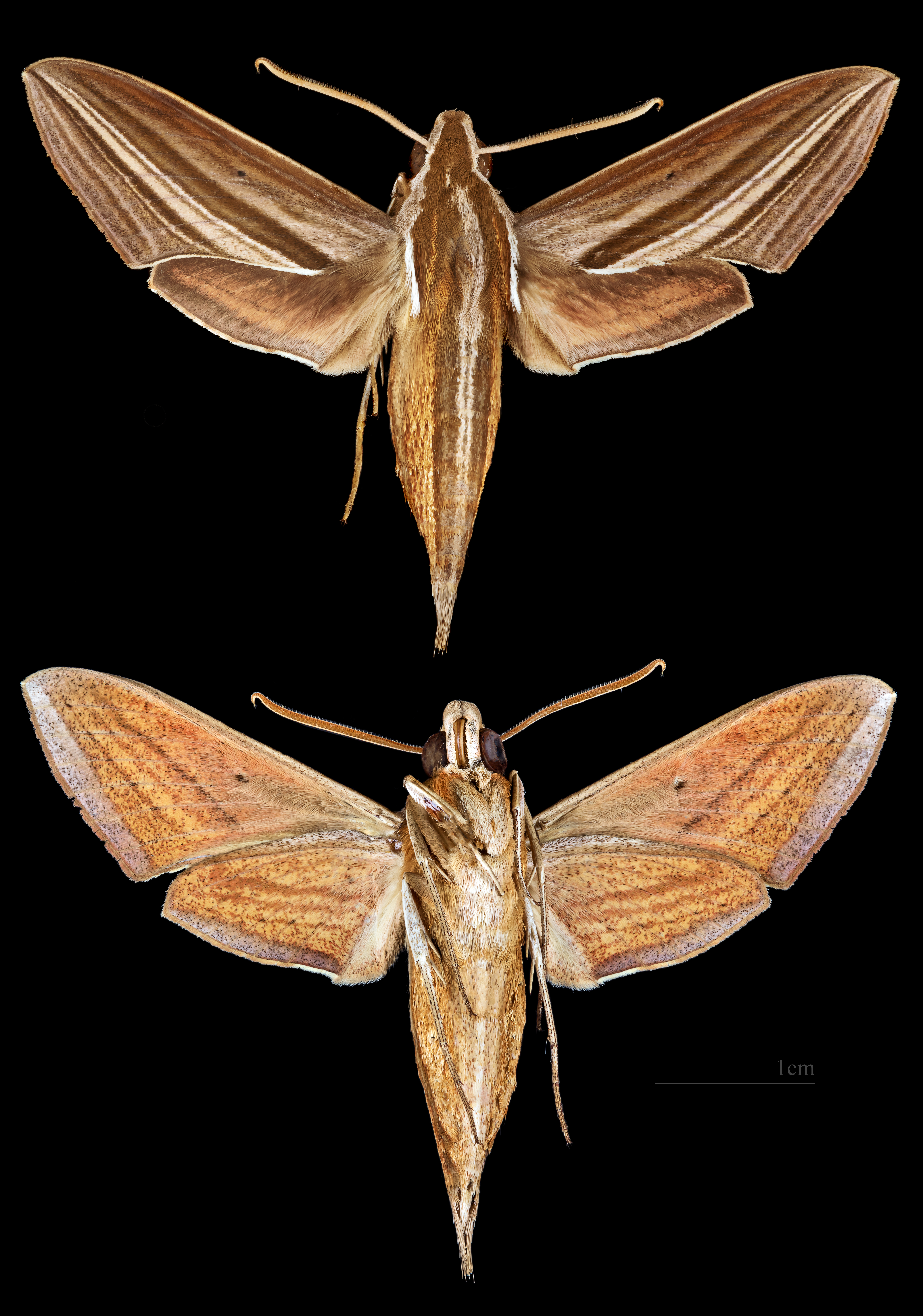
Theretra lycetus
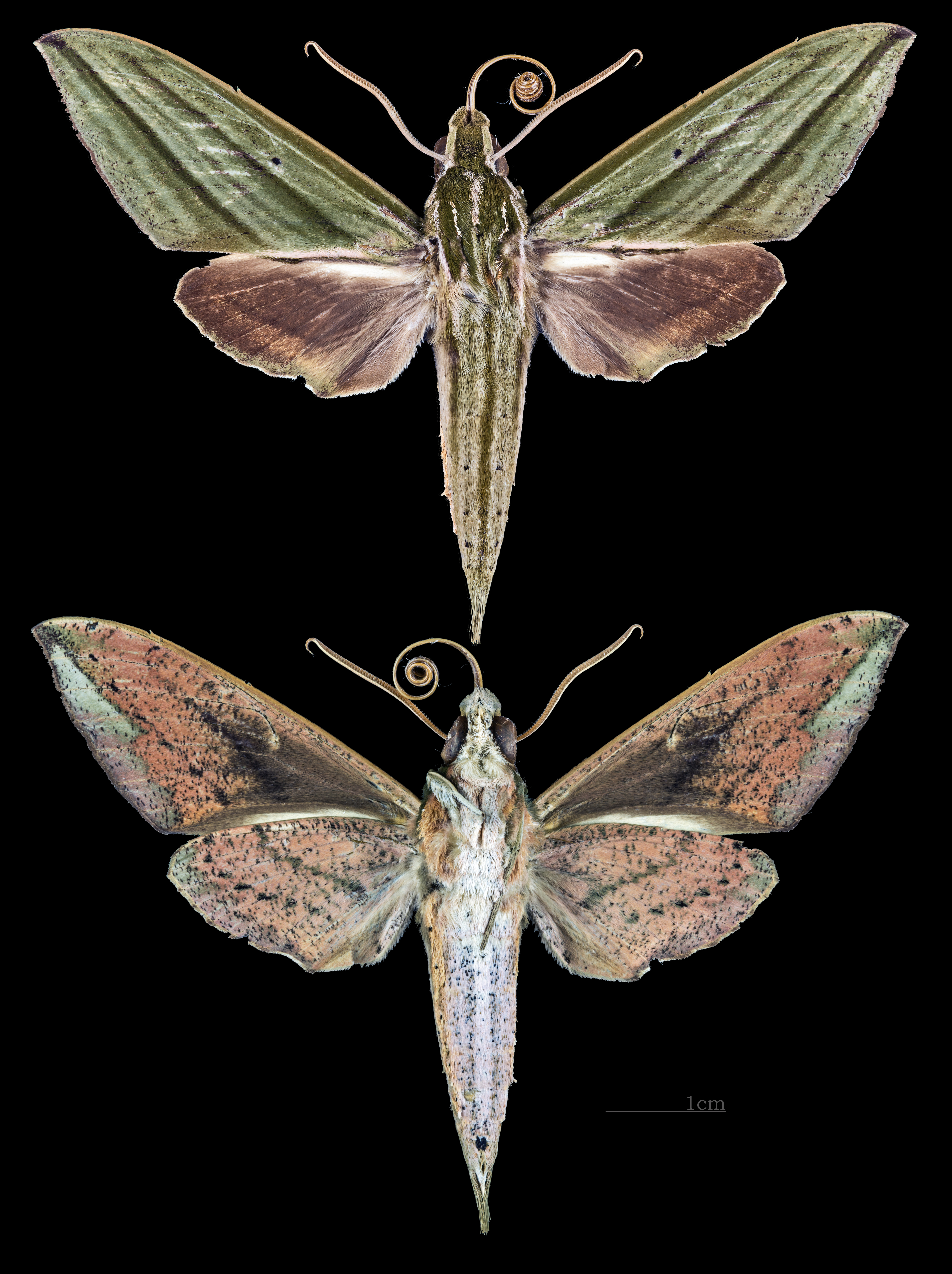
Theretra manilae
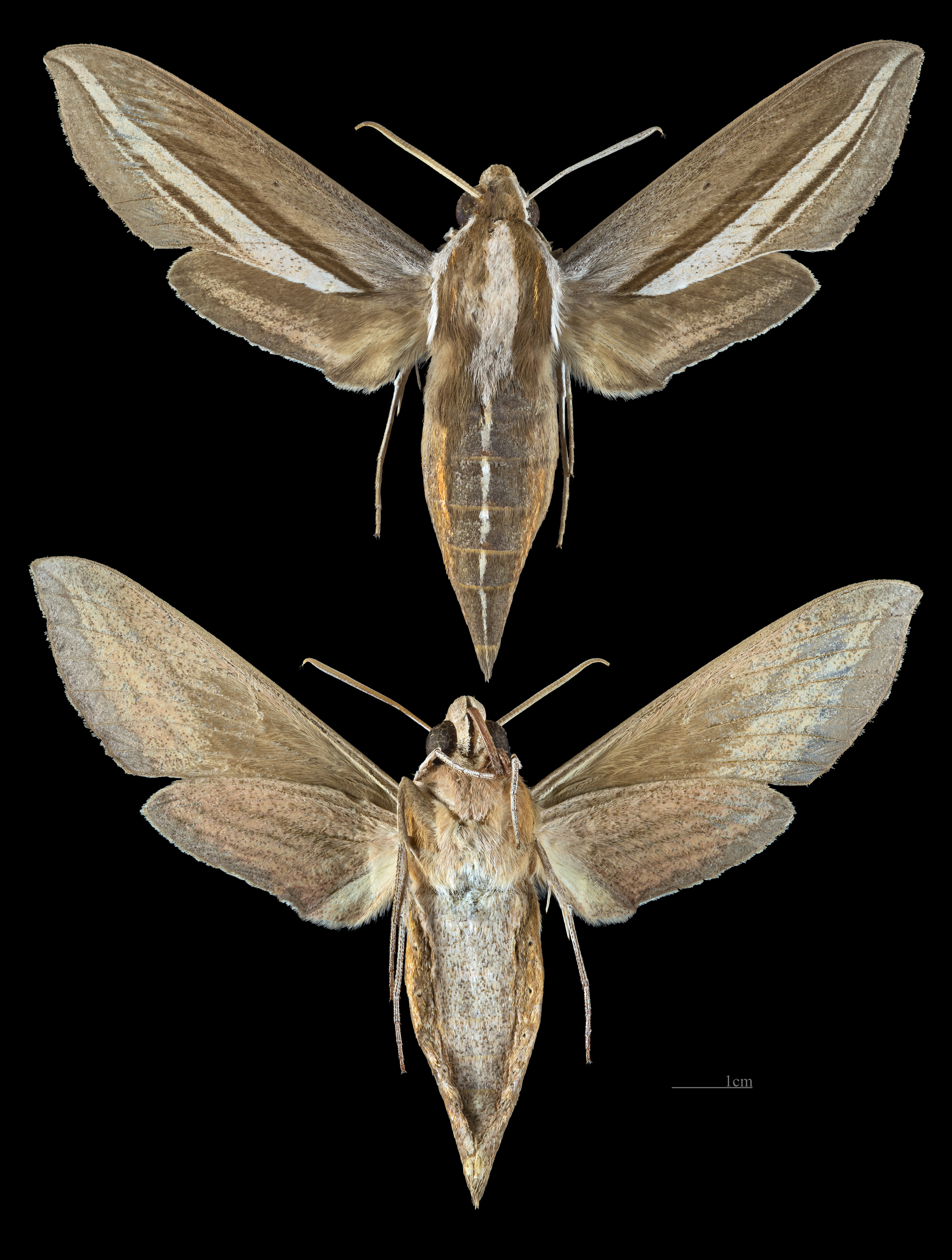
Theretra margarita
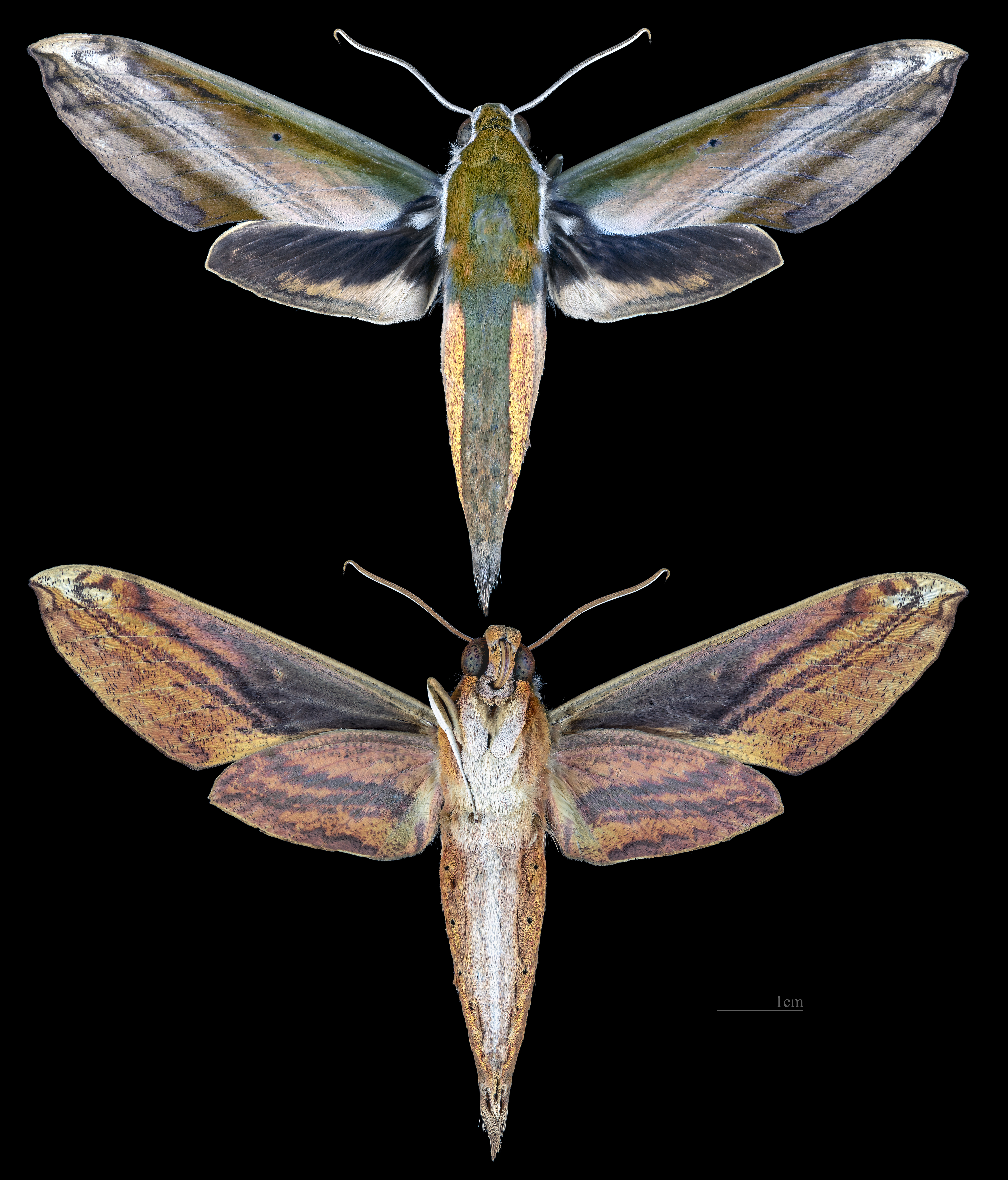
Theretra nessus
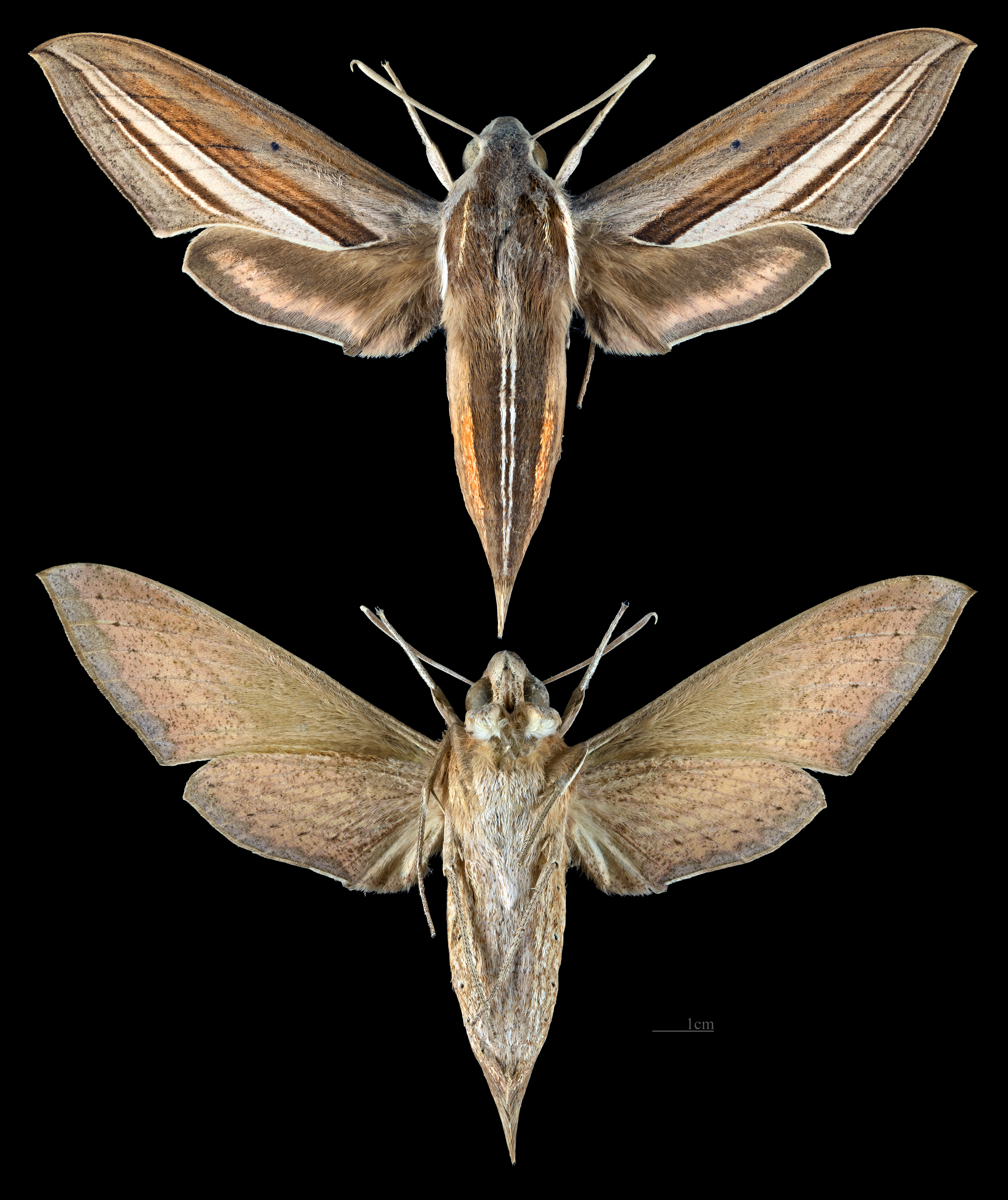
Theretra oldenlandiae
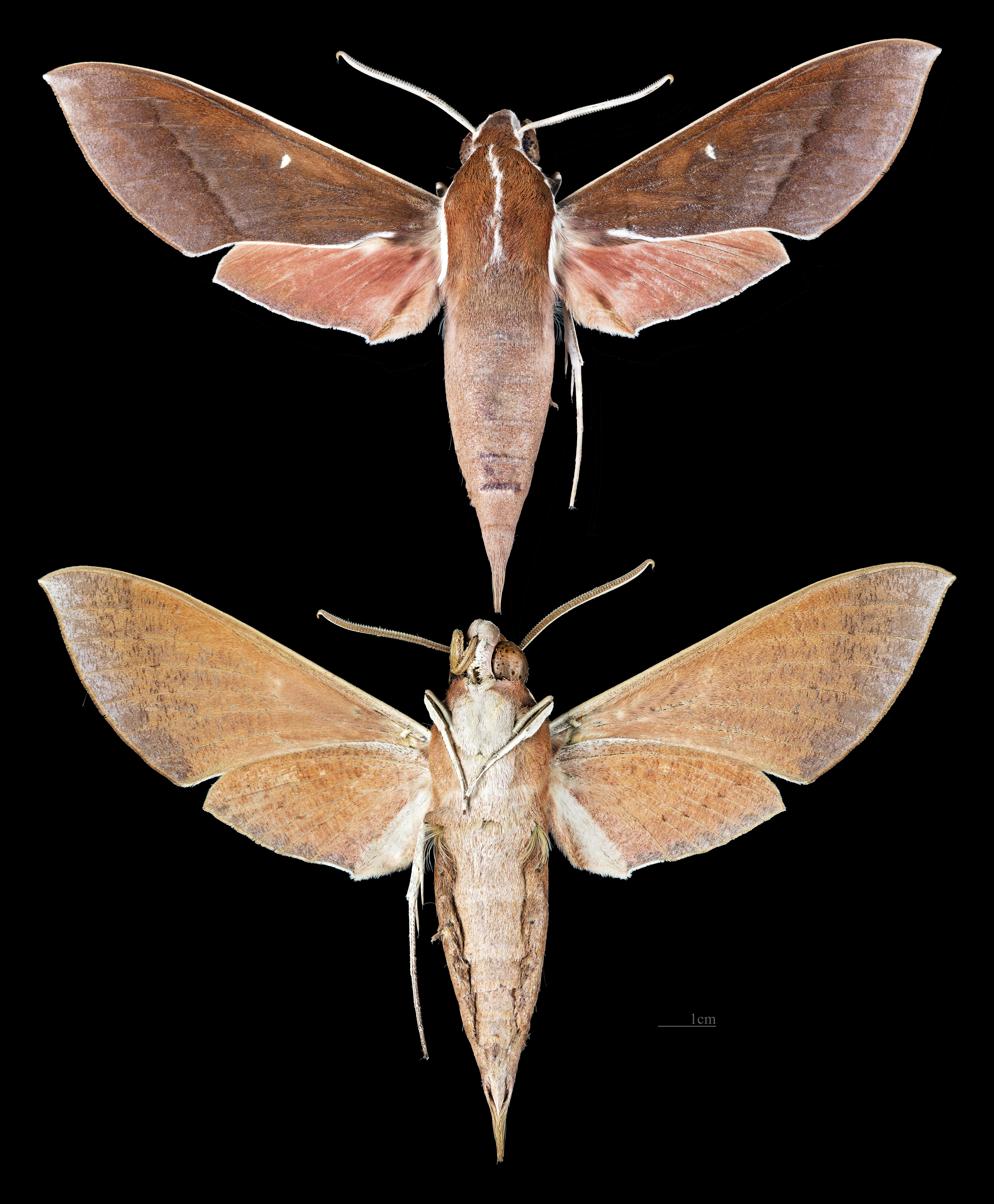
Theretra pallicosta
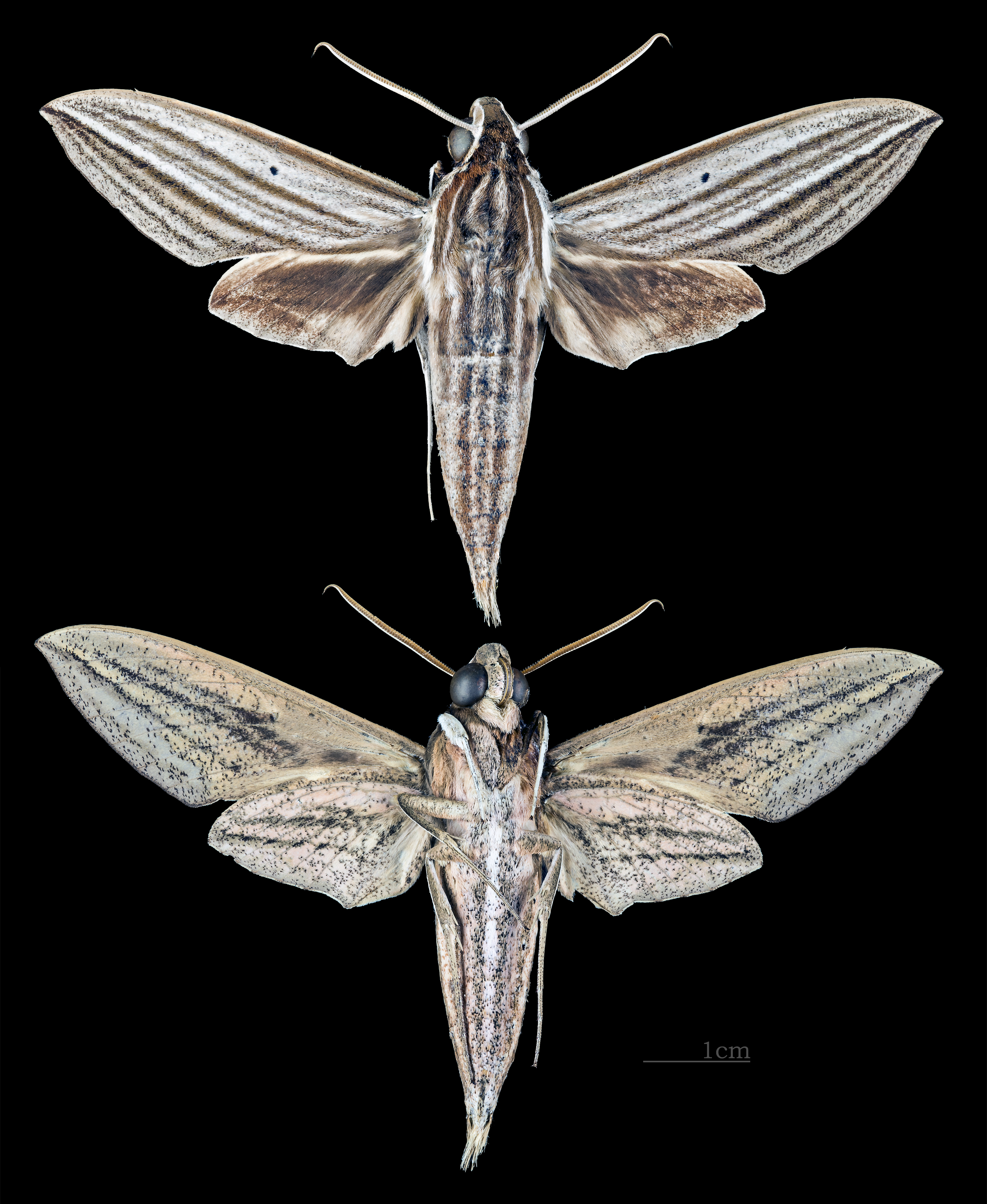
Theretra polistratus
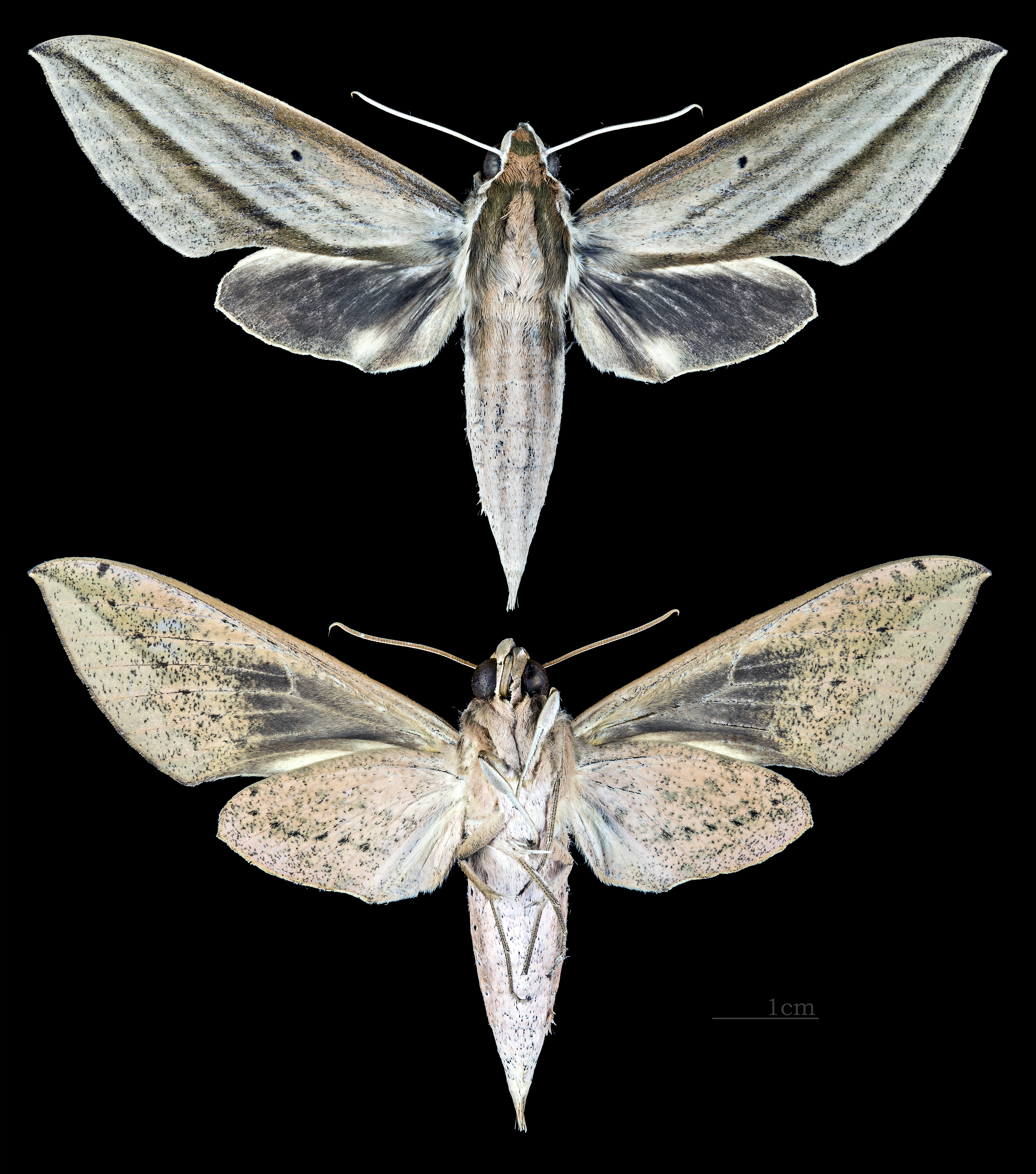
Theretra queenslandi
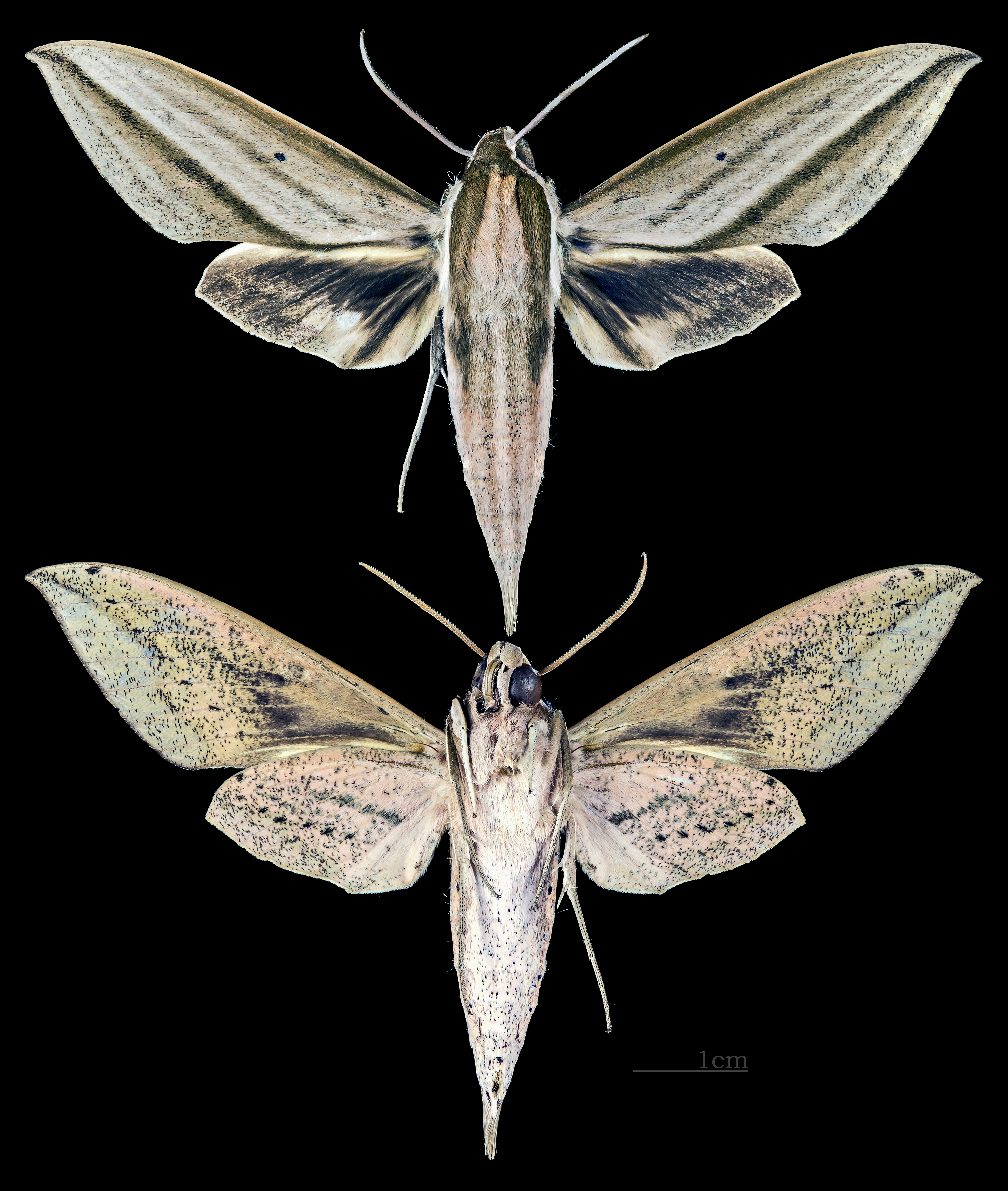
Theretra radiosa
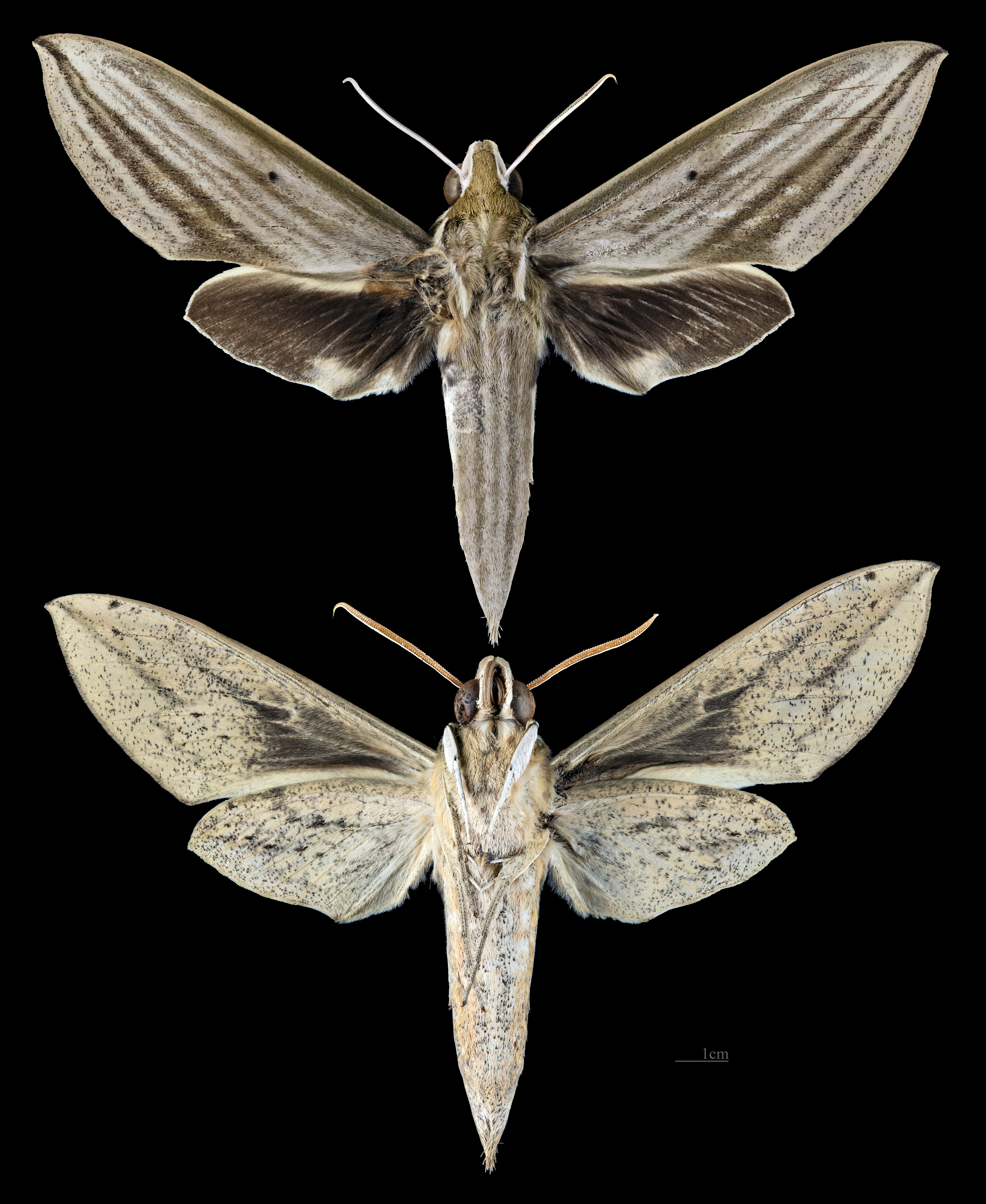
Theretra rhesus
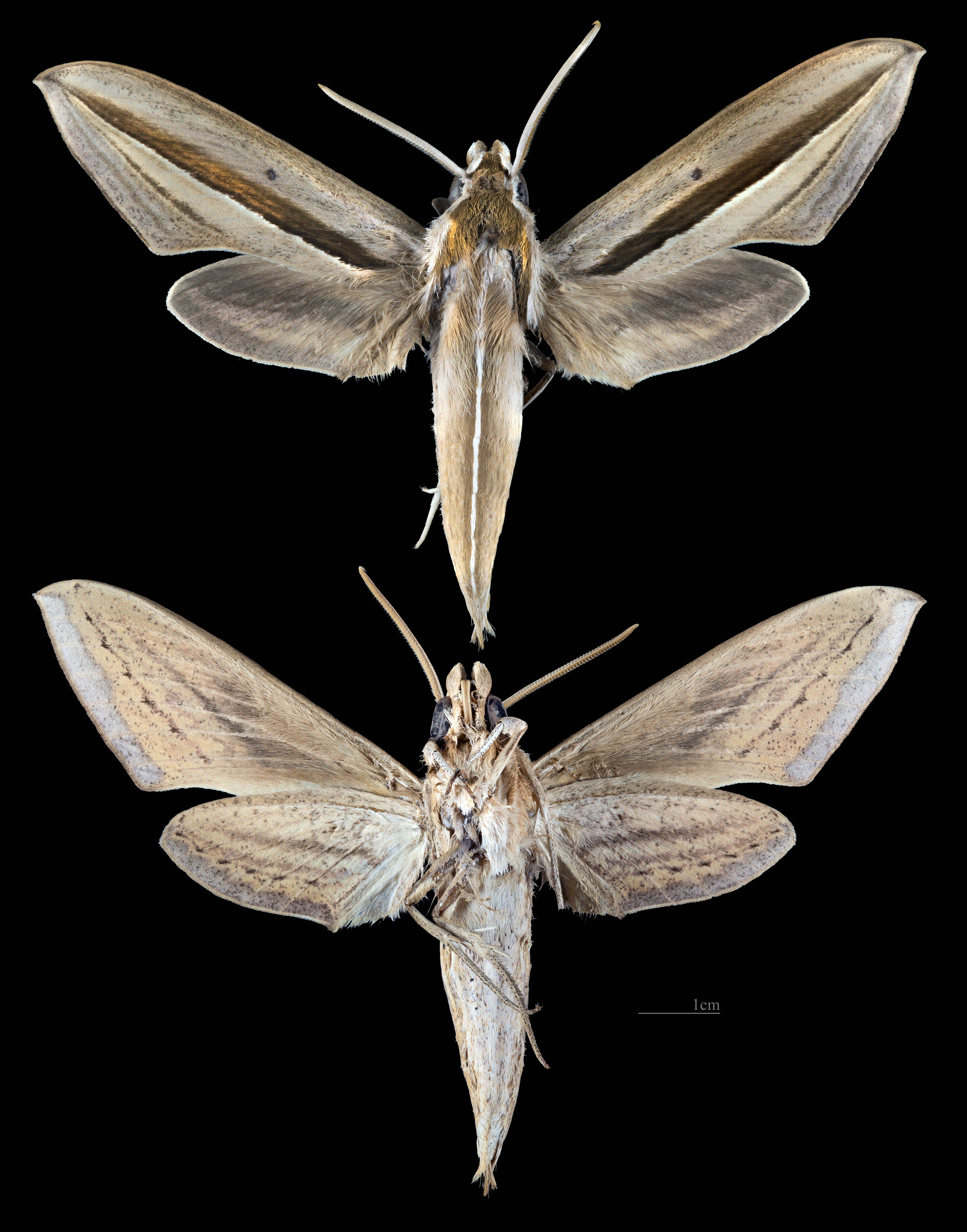
Theretra silhetensis
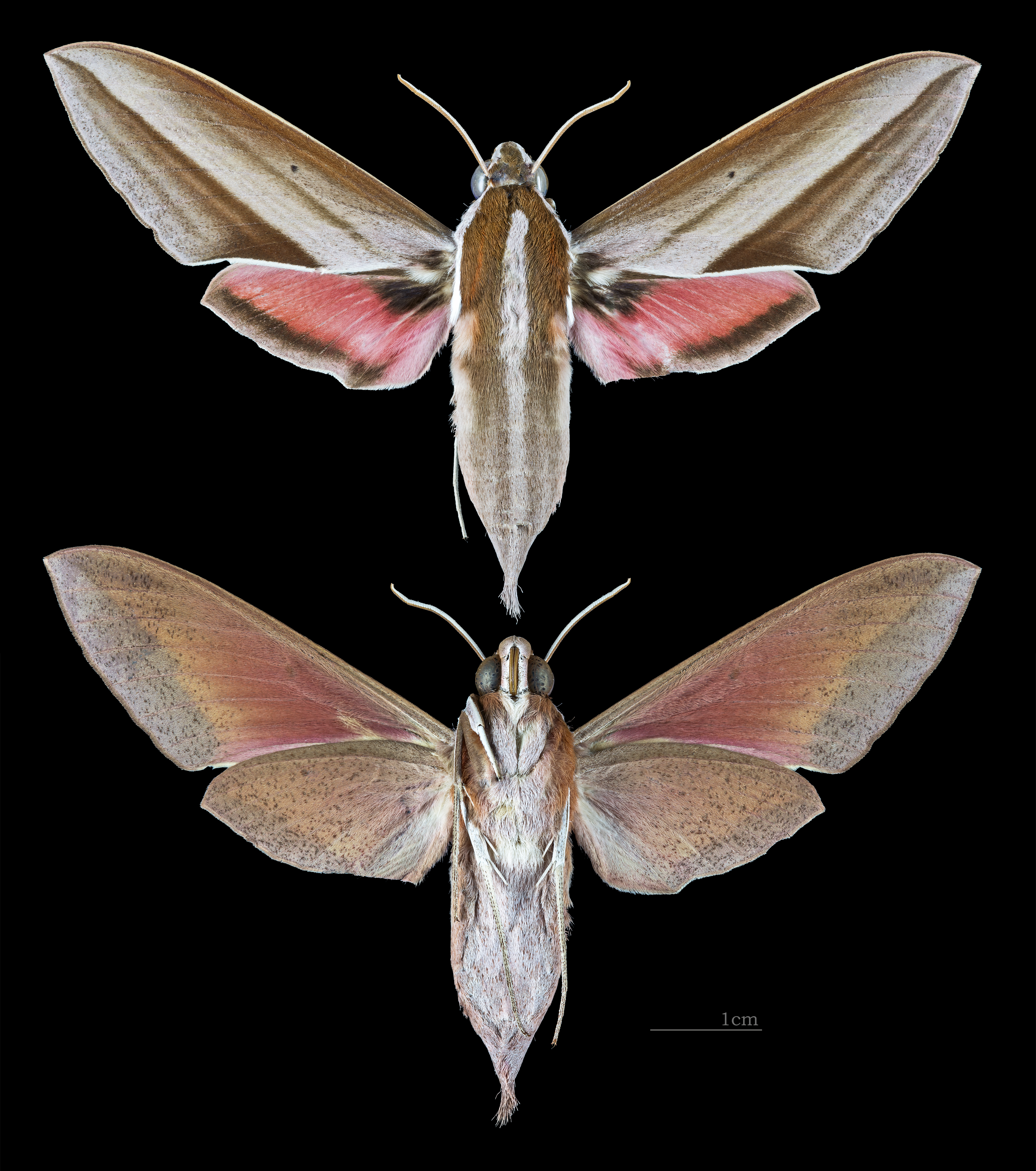
Theretra suffusa
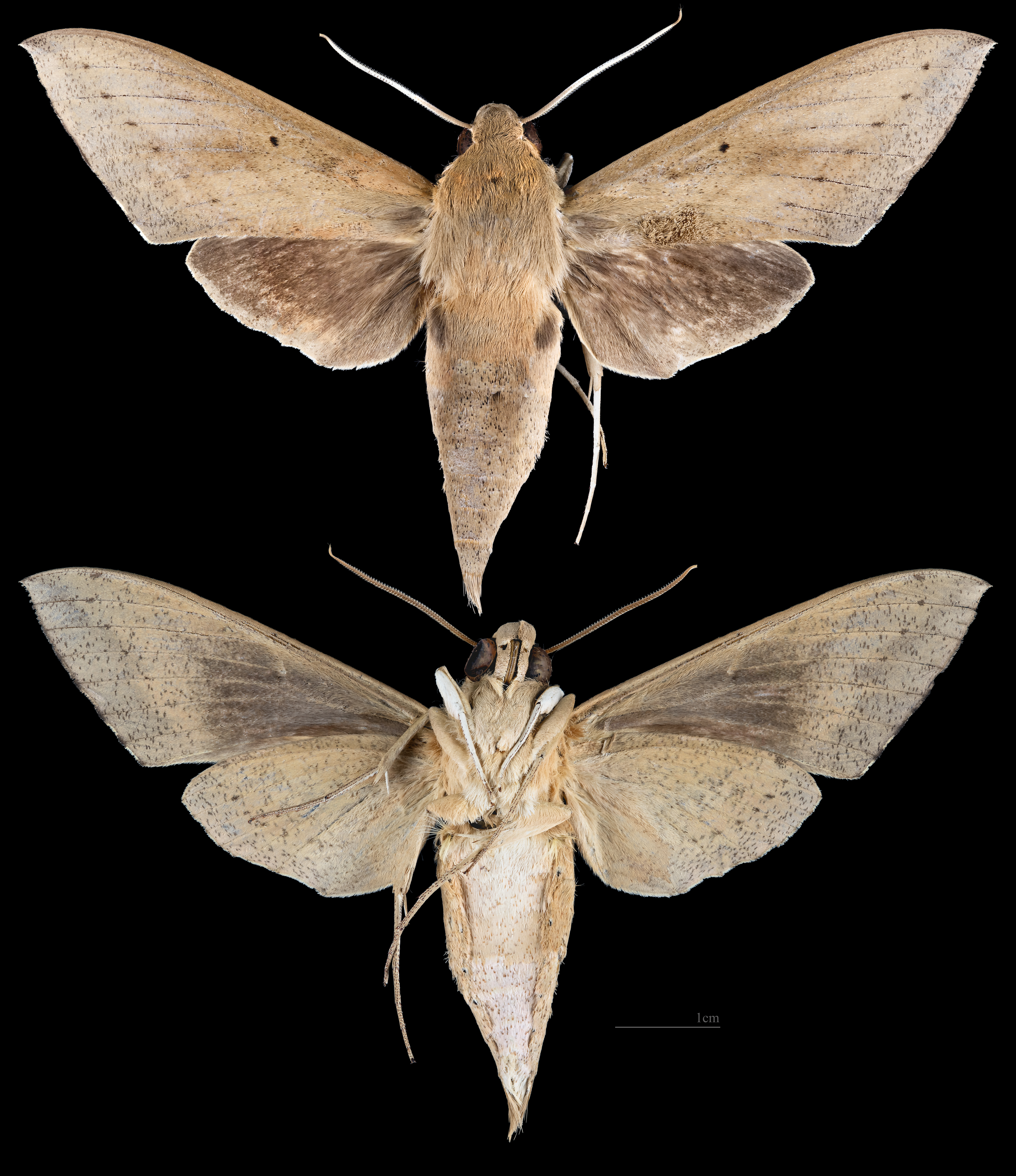
Theretra tryoni